# Gonārī
Gonārī (persiska: گناری) är en ort i Iran.   Den ligger i provinsen Hormozgan, i den sydöstra delen av landet, 1 200 km söder om huvudstaden Teheran. Gonārī ligger 8 meter över havet och antalet invånare är 259.
Terrängen runt Gonārī är platt. Runt Gonārī är det ganska glesbefolkat, med 25 invånare per kvadratkilometer. Närmaste större samhälle är Karatān, 4,6 km söder om Gonārī. Trakten runt Gonārī är ofruktbar med lite eller ingen växtlighet.